# Stenoptera huilaensis
Stenoptera huilaensis är en orkidéart som beskrevs av Leslie Andrew Garay. Stenoptera huilaensis ingår i släktet Stenoptera och familjen orkidéer. Inga underarter finns listade i Catalogue of Life.